# Rio delle Beccarie
Rio delle Beccarie, o Rio de le Becarie, è un corso d'acqua veneziano situato nel sestiere di San Polo. Collega il Rio di Sant'Aponal con il Canal Grande.

## Origine del nome
Il nome del rio viene dall'antica tradizione della città di Venezia di chiamare becheri i macellai è i commercianti di carne bovina e ovina. Nella Serenissima vi fu anche una Scuola dei Becheri, risalente al XIII secolo.

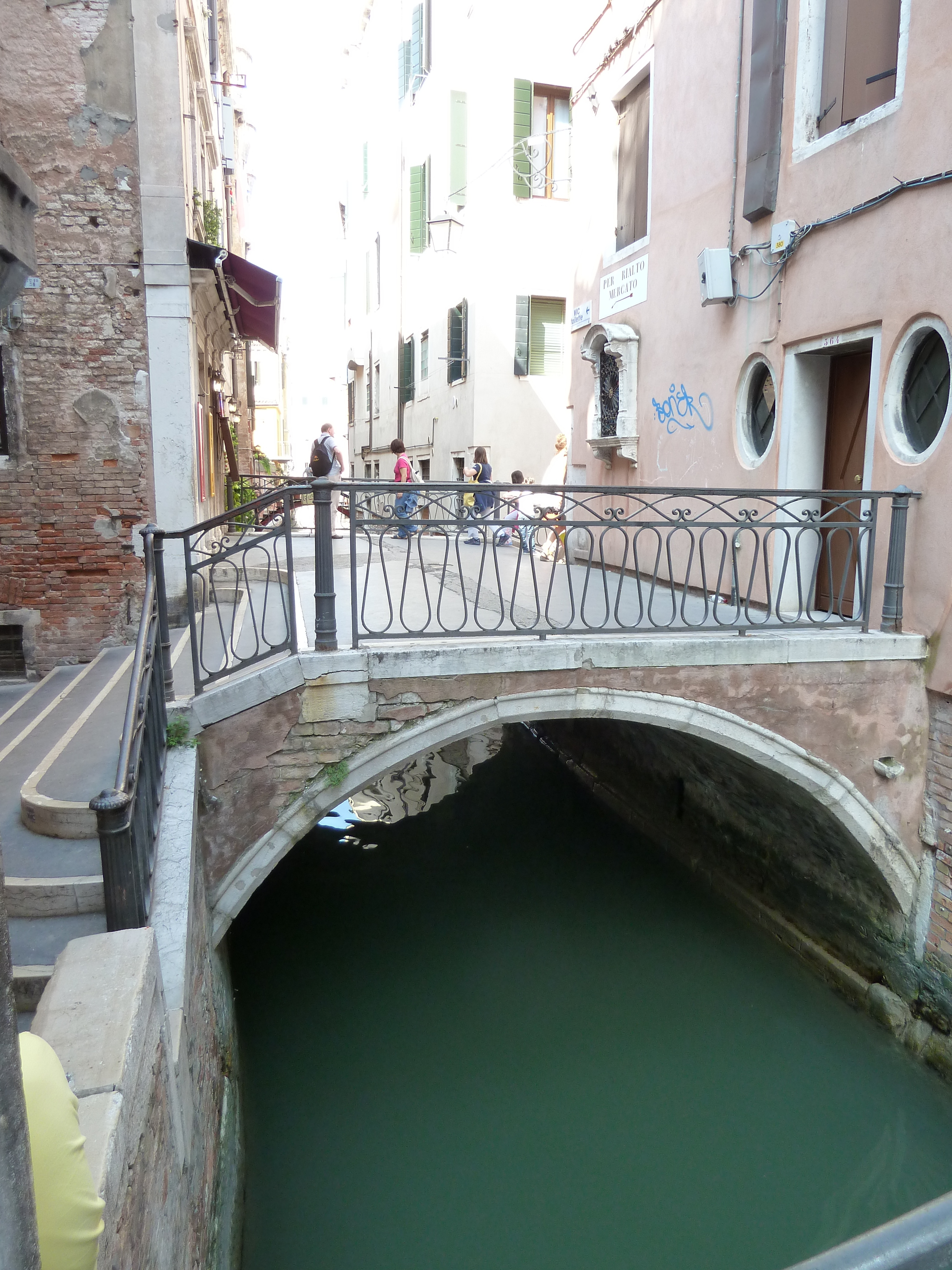
Il rio e il ponte delle Beccarie.

## Descrizione
Il corso d'acqua interno veneziano inizia dal Canal Grande e scorre accanto alle fondamente della Pescheria arrivando all'interno del sestiere di San Polo sino alla calle del Ponte Storto.

## Luoghi d'interesse
- Palazzo Raspi
- Palazzo Sansoni
- Pescaria
- Ponte delle Beccarie
- Ponte Raspi
- Ca' Rampani